# سن-پاکوم، کبک
سن-پاکوم (به فرانسوی: Saint-Pacôme) شهری در منطقه شهری کاموراسکا ناحیه با-سن-لوران در استان کبک کانادا است. در سرشماری سال ۲۰۱۱ این شهر ۱٬۷۲۵ نفر جمعیت داشته‌است و مساحت آن ۲۹٫۳۱ کیلومتر مربع است.